# Rapanea fosbergii
Rapanea fosbergii là một loài thực vật có hoa trong họ Anh thảo. Loài này được (Hosaka) O. Deg. & I. Deg. miêu tả khoa học đầu tiên năm 1971.